# Jean-Gaston Vandel
Pour les articles homonymes, voir Vandel.
Jean-Gaston Vandel est un des pseudonymes empruntés par deux écrivains belges, Jean Libert et Gaston Vandenpanhuyse, pour signer leurs œuvres de science-fiction, romans pour la plupart édités aux éditions Fleuve noir, collection Anticipation. 
Le roman Bureau de l'invisible a obtenu le Grand Prix du Roman de Science-Fiction 1955.
Plusieurs romans de Jean-Gaston Vandel ont été traduits dans diverses langues (anglais, allemand, néerlandais, italien, espagnol, portugais).

## Œuvres

### Romans
Les romans signés Jean-Gaston Vandel sont présentés par ordre de parution :
- Les Chevaliers de l'espace, Fleuve noir, coll. « Anticipation » no 7, 1952Réédition : Fleuve noir, coll. « Super luxe » no 47, 1978,  (ISBN 2-265-00627-0)
  - Traduction en espagnol : Los caballeros del espacio, AHR, coll. « Atómica », 1952
  - Traduction en néerlandais : Ingreep van buiten, Leiter-Nypels, coll. « Wanneer ? », 1956

- Le Satellite artificiel, Fleuve noir, coll. « Anticipation » no 10, 1952Réédition : Fleuve noir, coll. « Super luxe » no 65, 1979,  (ISBN 2-265-00943-1)

- Les Astres morts, Fleuve noir, coll. « Anticipation » no 11, 1952Réédition : Fleuve noir, coll. « Super luxe » no 164, 1984,  (ISBN 2-265-02909-2)
  - Traduction en italien : Gli astri morti, Arnoldo Mondadori, Urania no 178, mai 1958
  - Traduction en allemand : Erloschene Gestirne, Weiss, coll. « Die Welt von morgen », 1961

- Alerte aux robots !, Fleuve noir, coll. « Anticipation » no 15, 1952Réédition : Fleuve noir, coll. « Super luxe » no 119, 1982,  (ISBN 2-265-01962-3)
  - Traduction en portugais : Atenção aos Robots!, Livros do Brasil, coll. « Argonauta » no 52, 1959

- Frontières du vide, Fleuve noir, coll. « Anticipation » no 17, 1953Réédition : Fleuve noir, coll. « Super luxe » no 155, 1984,  (ISBN 2-265-02735-9)
  - Traduction en espagnol : Las fronteras del espacio, Séneca, coll. « Mundo Futuro » no 1, date inconnue

- Le Soleil sous la mer, Fleuve noir, coll. « Anticipation » no 19, 1953Réédition : Fleuve noir, coll. « Super luxe » no 85, 1980,  (ISBN 2-265-01304-8)

- Attentat cosmique, Fleuve noir, coll. « Anticipation » no 21, 1953Réédition : Fleuve noir, coll. « Super luxe » no 143, 1983,  (ISBN 2-265-02436-8)
  - Traduction en anglais : Enemy beyond Pluto, Hector Kelly, coll. « Evergreen books », 1954
  - Traduction en italien : Attentato cosmico, Arnoldo Mondadori, Urania no 43, mai 1954
  - Traduction en néerlandais : Oorlog der Planeten, Leiter-Nypels, coll. « Wanneer ? », 1955
  - Traduction en allemand : Invasion aus dem Kosmos, Weiss, coll. « Die Welt von morgen », 1955
  - Traduction en portugais : Atentado cósmico, Organizações, coll. « Antecipação » no 2, 1958

- Incroyable futur, Fleuve noir, coll. « Anticipation » no 24, 1953Réédition : Fleuve noir, coll. « Super luxe » no 70, 1979,  (ISBN 2-265-01064-2)
  - Traduction en néerlandais : Wereld zonder geheimen, Leiter-Nypels, coll. « Wanneer ? », 1955

- Agonie des civilisés, Fleuve noir, coll. « Anticipation » no 26, 1953Réédition : Fleuve noir, coll. « Super luxe » no 115, 1982,  (ISBN 2-265-01903-8)
  - Traduction en italien : Gli uomini del passato, Arnoldo Mondadori, Urania no 140, décembre 1956Réédition : Libra Editrice, coll. « Saturno. Collana di fantascienza » no 21, 1979

- Pirate de la science, Fleuve noir, coll. « Anticipation » no 29, 1953Réédition : Fleuve noir, coll. « Super luxe » no 130, 1982,  (ISBN 2-265-02238-1)

- Fuite dans l'inconnu, Fleuve noir, coll. « Anticipation » no 34, 1954Réédition : Fleuve noir, coll. « Super luxe » no 53, 1978,  (ISBN 2-265-00701-3)
  - Traduction en italien : La rivolta dei nani, Arnoldo Mondadori, Urania no 61, novembre 1954Réédition in Fuga nell'ignoto, Libra Editrice, coll. « Saturno. Collana di fantascienza » no 24, 1980
  - Traduction en néerlandais : Het uur is nog niet gekomen, Leiter-Nypels, coll. « Wanneer ? », 1956

- Naufragés des galaxies, Fleuve noir, coll. « Anticipation » no 39, 1954Réédition : Fleuve noir, coll. « Super luxe » no 89, 1980,  (ISBN 2-265-01398-6)
  - Traduction en allemand : Schiffbruch jenseits Galaxis, Weiss, coll. « Die Welt von morgen », 1960
  - Traduction en italien : I naufraghi delle galassie, Libra Editrice, coll. « Saturno. Collana di fantascienza » no 27, 1980

- Territoire robot, Fleuve noir, coll. « Anticipation » no 43, 1954Réédition : Fleuve noir, coll. « Super luxe » no 12, 1975
  - Traduction en allemand : Roboter im Weltenraum, Weiss, coll. « Die Welt von morgen », 1955
  - Traduction en italien : Territorio robot, Arnoldo Mondadori, Urania no 127, juin 1956Réédition : Libra Editrice, coll. « Saturno. Collana di fantascienza » no 30, 1981

- Les Titans de l'énergie, Fleuve noir, coll. « Anticipation » no 48, 1955Réédition : Fleuve noir, coll. « Super luxe » no 58, 1978,  (ISBN 2-265-00819-2)
  - Traduction en italien : I titani dell'energia, Ponzoni, I Romanzi del Cosmo no 53, juin 1960

- Raid sur Delta, Fleuve noir, coll. « Anticipation » no 52, 1955Réédition : Fleuve noir, coll. « Super luxe » no 149, 1984,  (ISBN 2-265-02562-3)
  - Traduction en italien : Incursione su Delta, Arnoldo Mondadori, Urania no 116, février 1956Réédition in Fuga nell'ignoto, Libra Editrice, coll. « Saturno. Collana di fantascienza » no 24, 1980

- Départ pour l'avenir, Fleuve noir, coll. « Anticipation » no 56, 1955Réédition : Fleuve noir, coll. « Super luxe » no 96, 1980,  (ISBN 2-265-01528-8)

- Bureau de l'invisible, Fleuve noir, coll. « Anticipation » no 61, 1955Grand Prix du Roman de Science-Fiction 1955 ; réédition : Fleuve noir, coll. « Super luxe » no 22, 1976,  (ISBN 2-265-00112-0)
  - Traduction en allemand : Alarm aus dem Unsichtbaren, Weiss, coll. « Weiss-Taschenbücher », 1956Réédition : Moewig, coll. « Terra » no 531, 1967
  - Traduction en portugais : Departamento do invisível, Organizações, coll. « Antecipação » no 1, 1958
  - Traduction en italien : L'agenzia dell'invisibile, Arnoldo Mondadori, Urania no 195, janvier 1959
  - Traduction en espagnol : Invisible, S/A, Cenit, coll. « Ciencia ficción » no 34, 1962

- Les Voix de l'univers, Fleuve noir, coll. « Anticipation » no 67, 1956Rééditions : Fleuve noir, coll. « Super luxe » no 104, 1981,  (ISBN 2-265-01698-5) ; Edito-Service, coll. « Anticipation », 1983,  (ISBN 2-8302-0887-0)
  - Traduction en allemand : Galaxis M 33, Moewig, coll. « Terra » no 53, 1959
  - Traduction en italien : La voce dell'universo, Ponzoni, I Romanzi del Cosmo no 35, septembre 1959

- La Foudre anti-D, Fleuve noir, coll. « Anticipation » no 73, 1956Réédition : Fleuve noir, coll. « Super luxe » no 28, 1977,  (ISBN 2-265-00255-0)
- Le Troisième Bocal, Fleuve noir, coll. « Anticipation » no 77, 1956Réédition : Fleuve noir, coll. « Super luxe » no 72, 1980,  (ISBN 2-265-01187-8)
  - Traduction en italien : Asteroide 588 Achille, Arnoldo Mondadori, Urania no 172, février 1958